# Saik
Saik is een bestuurslaag in het regentschap Kuantan Singingi van de provincie Riau, Indonesië. Saik telt 839 inwoners (volkstelling 2010).